# 上兰街道
上兰街道位于太原市区西北端，汾河横贯全境。是2001年由原尖草坪区上兰镇经撤乡并镇后成立。全街道占地面积达14.10平方公里，地区人口密集达3.4万人，农业人口约6800人，耕地面积3659亩。上兰街办西依二龙山，北与阳曲县伙路坪接壤，东与尖草坪区向阳镇毗邻。

## 行政区划

### 村
- 上兰村
- 土堂村

### 社区
- 华工社区
- 太纸社区
- 寒泉社区

## 交通
铁路上兰村线，公交15路、12路、中巴835路等。

## 辖区内单位
中北大学、中国人民解放军66068部队等。

## 旅游
- 土堂大佛、土堂怪柏、汾河晚渡、崛围红叶、西山叠翠、天门积雪
- 冽石寒泉
- 窦大夫祠
- 莲花山庄（千佛洞）